# Eenheid (algemeen)
Een eenheid is een geheel met kenmerkende (karakteristieke) eigenschappen.
Een eenheid kan een deel zijn van een groter geheel en bestaat uit kleinere delen. Zo'n groter geheel of kleiner deel kan men ook weer als eenheden beschouwen.

## Voorbeelden
Verscheidene eenheden die met kenmerkende eigenschappen een bepaalde plaats in een hiërarchie innemen.

### Voorbeeld uit de sociologie
Een groep mensen kan een eenheid vormen met bepaalde kenmerkende eigenschappen zoals een sociale identiteit en een gemeenschappelijk doel. Een groep zonder bepaalde eigenschappen is geen eenheid en noemt men aggregaat. De Mobiele Eenheid, het woord zegt het al, is een eenheid die deel uitmaakt van een groter geheel, de politie, en bestaat uit mensen: in dit geval de samenstellende delen. Andere woorden voor samenstellende delen zijn: afdeling, divisie, module, onderdeel of sectie.

### Voorbeeld uit de biologie
Een mens is een eenheid, een individu. Als men een mens in zijn delen opsplitst, dan krijgt men organen. Bij het opsplitsen van organen krijgt men biologische cellen. Verdergaand komt men in de biochemie.

### Voorbeeld uit de fysica
Een molecule is een eenheid van (chemische) stof. Een molecule is het kleinste gedeelte van een stof dat nog dezelfde eigenschappen heeft als die stof. Als men een molecule kleiner maakt dan ontstaan atomen met andere eigenschappen. Atomen zijn ook weer eenheden. Als men atomen splijt, dan krijgt men subatomaire deeltjes met andere eigenschappen.

## Eenheid is heelheid
Eenheden zijn een geheel: een holon (zie holisme). Vaak wordt voor een eenheid een woord gebruikt dat aangeeft dat die eenheid "heel" moeten blijven. Het woord individu bijvoorbeeld betekent "niet deelbaar" en het woord atoom betekent "niet snijbaar". Dat wil dus niet zeggen dat een individu of atoom niet splitsbaar zou zijn, maar dat daardoor zijn kenmerkende eigenschap verdwijnt. Soms veronderstelt men dan dat die eenheid haar "ziel", haar "binnenste" of haar innerlijke organiserende entiteit verliest. Immanuel Kant veronderstelt dat die wezenheid, eigenheid, "het ding op zichzelf", het noumenon, niet gekend kan worden.
Als een aantal eenheden op een bepaalde manier gerangschikt zijn of met elkaar in wisselwerking zijn, kan er dus een nieuwe eenheid ontstaan met een nieuwe eigenschap. Die eigenschap van de grotere eenheid wordt, gezien vanuit de samenstellende delen, aangeduid met synergie of met emergent. Zeer zuiver silicium (gewonnen uit zand) kan gebruikt worden als basismateriaal voor halfgeleiders, transistors, IC's, computers enz. Dan ontstaan er nieuwe eenheden. Dat hangt dus niet als "los zand" aan elkaar. Een aantal eenheden tezamen hoeft geen nieuwe eenheid of "holon" te zijn.
De eigenheid of essentie van een eenheid wordt aangeduid met de term monade.
De kleinste eenheden van de materie worden tegenwoordig gekend als quarks en werden in de oudheid aangeduid met element, in het boeddhisme met kalapa en in de theosofie met elementalen. De opvatting dat er kleinste eenheden van materie zijn noemt men atomisme. Tot op heden heeft men bij nader onderzoek steeds weer kleinere samenstellende eenheden ontdekt.

## Eenheid als maat
Behalve de direct waarneembare eenheden herkenbaar in fenomenen, zijn er ook abstracte eenheden om te kunnen meten. Deze eenheden zijn ontstaan uit de behoefte tot ordening. Zo kent men de eenheid maat in de muziek, in de informatica het bit en in de wiskunde de maat, en zijn er veel natuurkundige eenheden (zie ook SI-stelsel). Bij geldbedragen is de eenheid de betreffende valuta.

## Theoretisch kleinste eenheid
De theoretische natuurkunde kent kleinste eenheden van lengte (de plancklengte), tijd (de plancktijd) en massa (de planckmassa). Aan het planckoppervlak wordt de kleinste hoeveelheid informatie, het bit, toegekend op grond van het holografisch principe van Gerard 't Hooft. Dit leidt tot hypotheses over een heelal als projectie van informatie. Eerst door Gerard 't Hooft voor een abstract heelal volgens de anti-de Sitter-metriek, later door Erik Verlinde voor een heelal als het door de mens waarneembare volgens de de Sitter-metriek. In deze theorie is het heelal vanwege de inherente verstrengeling en de methode van holografische projectie te beschouwen als een eenheid: één holografische projectie waarbij alles met elkaar samenhangt. Ieder deel van het projecterende oppervlak projecteert alles in de 3D-ruimte (in casu het heelal). De hoeveelheid informatie op het (bol)oppervlak bepaalt de resolutie van het heelal.